# Gertruda Gorecka
Gertruda Gorecka (* 12. November 1911 im Gutsbezirk Kamlau, Kreis Neustadt in Westpreußen, Deutsches Kaiserreich, heute Kębłowo, Gmina Luzino, Woiwodschaft Pommern, Polen; † 25. Juni 2024 in Windsor, Ontario, Kanada) war eine polnisch-kanadische Supercentenarian.

## Leben
Gertruda Gorecka wuchs gemeinsam mit drei älteren Schwestern im westpreußischen Gutsbezirk Kamlau auf, der ab 1920 als Dorf Kębłowo (heute Teil der Gmina Luzino) zu Polen gehört. Nach ihrem Schulabschluss arbeitete sie zunächst in der Landwirtschaft. Später absolvierte sie eine Ausbildung zur Damenmaßschneiderin. Dieser Beruf führte sie an zahlreiche Theaterhäuser, unter anderem auch in Warschau. Dadurch kam sie mit einigen zu dieser Zeit berühmten polnischen Schauspielern in Kontakt. Anfang der 1970er Jahre ging sie in den Ruhestand.
Gorecka heiratete Ende der 1930er Jahre einen Landwirt. Aus der Ehe ging eine Tochter hervor. Sie war viele Jahre lang Mitglied der Kommunistischen Partei Polens. Ihr Ehemann starb Mitte der 1980er Jahre. Ihre Tochter und ihr Enkel wanderten Anfang der 1990er Jahre nach Kanada aus. Gorecka blieb zunächst alleine in Polen zurück. Im Jahr 2004 wanderte sie dann im Alter von 92 Jahren ebenfalls nach Kanada aus und zog nach Windsor (Ontario), wo auch ihre Tochter und ihr Enkel wohnen.
Gorecka überlebte mit 77 Jahren eine Krebserkrankung. Mit 94 Jahren musste sie wegen Gallensteinen operiert werden. Sie spielte bis ins hohe Alter Mundharmonika. Ab ihrem 105. Lebensjahr war sie aufgrund von Gehproblemen auf einen Rollstuhl angewiesen. Mit ihrem 110. Geburtstag im November 2021 wurde Gorecka zur Supercentenarian. An ihrem 112. Geburtstag im November 2023 wurde bekannt, dass Gorecka bereits seit einiger Zeit an Demenz erkrankt war. Nach dem Tod von Helen Doan im Alter von 112 Jahren am 18. April 2024 war Gorecka die älteste in Kanada lebende Person. Gertruda Gorecka starb am 25. Juni 2024 im Alter von 112 Jahren und 226 Tagen (insgesamt 41.134 Tage).